# Tunnel Troisdorf
Der Tunnel Troisdorf (auch Troisdorf-Tunnel) ist ein 627 m (Streckenkilometer 20,1 bis 20,8) langer Eisenbahntunnel der Schnellfahrstrecke Köln–Rhein/Main. Er verläuft auf dem Gebiet der nordrhein-westfälischen Stadt Troisdorf und trägt daher ihren Namen. Er dient der höhenfreien Unterquerung mehrerer Gleisverbindungen und zählt zu den kürzesten Tunneln der Schnellfahrstrecke.
Die Kosten, einschließlich der angrenzenden Rampen, wurden mit rund 40 Millionen DM (etwa 20 Millionen Euro) beziffert.

## Verlauf
Im Tunnel unterfährt die Schnellfahrstrecke höhenfrei mehrere Kreuzungsmöglichkeiten zwischen Rechter Rheinstrecke und Siegstrecke.
Das Bauwerk nimmt zwei Gleise auf, die planmäßig mit 200 km/h befahrbar sind. Die Trasse verläuft im Tunnel gerade, die Gradiente fällt beidseitig zur Mitte hin ab.
Beidseitig schließen sich Trogbauwerke von 300 bzw. 260 m Länge an. In der Mitte der Röhre führt ein Notausgang an die Oberfläche.

## Geschichte

### Planung
Im Planungsstand von Ende 1995 war der Tunnel nicht vorgesehen gewesen. Ende 1997 war die Röhre dagegen bereits mit einer Länge von 627 m vorgesehen. Dies entspricht der später tatsächlich realisierten Länge.
Laut einem Medienbericht sei Ende 1998 der Planungsauftrag für einen Tunnel unter den vorhandenen Gleisanlagen erteilt worden.

### Bau
Anfang 2000 liefen die bauvorbereitenden Maßnahmen. Die Bauarbeiten begannen im Oktober 2000. Das Bauwerk wurde in Deckelbauweise errichtet. Dabei wurde die übliche Abfolge der Arbeitsschritte beim Tunnelbau umgekehrt: Zunächst wurden 34.000 Quadratmeter Spundwände in den sandigen Boden eingeschlagen, anschließend die Tunneldecke betoniert und schließlich mit dem Aushub begonnen.
Anfang 2001 war der Großteil der Spundwände gesetzt und 36 Blöcke der Tunneldecke betoniert. An den anschließenden Trogbauwerken liefen vorbereitende Arbeiten.
Der Bahnbetrieb in diesem Bereich, mit rund 400 Personen- und Güterzügen pro Tag, war während der Bauzeit aufrechtzuerhalten. Dabei waren umfangreiche Veränderungen an den Gleisen des Troisdorfer Bahnhofs erforderlich. So wurde der bisherige Mittelbahnsteig 3 entfernt, um Platz für die Schnellfahrstrecken-Gleise zu gewinnen und es wurde ein neuer Bahnsteig für Züge von bzw. zur rechten Rheinstrecke sowie ein neuer Bahnsteig für die Siegstrecke errichtet. Der ehemalige Hausbahnsteig wurde außer Betrieb genommen.
Der Durchschlag wurde Mitte Mai 2001 gefeiert. Bis dahin wurden 135.000 m³ Sand ausgehoben und 33.000 Kubikmeter Beton, 4.000 Tonnen Stahl und 14 Kilometer Anker verbaut.
Ende 2001 begannen die Arbeiten an der Gleisanlage im Tunnel. Anfang 2002 begann die Montage der Oberleitung im Tunnel.